# Максим Радзивілл
Максим Радзивілл (англ. Maksym Radziwill; 24 лютого 1988) — канадський математик російського походження, що спеціалізується на теорії чисел. З серпня 2016 року працює в Університеті Макгілл, Монреаль, Канада. Професор математики Каліфорнійського технологічного інституту.

## Біографія
Радзивілл народився 24 лютого 1988 року у Москві, Радянський Союз. Його сім'я переїхала до Польщі в 1991 році, а після в Канаду. Радзивілл закінчив Університет Макгілла в Монреалі в 2009 році, а в 2013 захистив дисертацію під керівництвом Кеннена Сундарарджана у Стенфордському Університеті Каліфорнії і отримав ступінь доктора філософії з математики. У 2013-2014 рр. він на запрошення приїхав в Принстонський Інститут перспективних досліджень, штат Нью-Джерсі. В 2014 році став асистентом професора Гілла в Ратгерському університеті.

## Нагороди та визнання
- 2016: SASTRA Ramanujan Prize спільно з Кайса Матомякі[en][9][10][11]
- 2017: Стипендія Слоуна[en][12][13]
- 2018: Coxeter–James Prize[en] Канадського математичного товариства[en][14]
- 2018: Stefan Banach Prize Польського математичного товариства.[15]
- 2019: Премія нові горизонти[16]

## Доробок
- mit K. Matomäki: Multiplicative functions in short intervals. In: Annals of Mathematics. Band 183, 2016, S. 1015–1056, Arxiv [Архівовано 7 листопада 2017 у Wayback Machine.].
- mit K. Matomäki, Terence Tao: An averaged form of Chowla´s conjecture. In: Algebra & Number Theory. Band 9, 2015, S. 2167–2196, Arxiv [Архівовано 12 вересня 2016 у Wayback Machine.].